# Xuan Loc
Xuân Lộc é um distrito da província de Dong Nai, no sudeste do Vietnã. Em 2009, possuía uma população de, aproximadamente, 205 mil habitantes. É mais conhecida pela Batalha de Xuan Loc, ocorrida em abril de 1975, a última grande batalha da Guerra do Vietnã.